# Ccotos
Ccotos is een schiereiland in het distrito Capachica van de Puno-provincia in de gelijknamige regio van Peru. Het vormt een schiereiland in het Titicacameer en ligt ten westen van het eiland Amantaní.
Ccotos telde in 1985 ongeveer 325 families. Voornaamste bronnen van inkomsten zijn de migratiearbeid en de visserij.
Op landbouwgebied teelt de bevolking vooral aardappelen en tuinbonen. Dit gebeurt vooral voor de zelfvoorziening.
In de jaren 1983 tot 1985 is er met Nederlandse financiering een irrigatiestelsel aangelegd. Hierbij werd met een drijvend pompstation water uit het Titicacameer opgepompt naar een betonnen hoofdkanaal met een lengte van 7 kilometer.
Toen bleek dat het drijvende pompstation niet voldeed, is er in 1987 een vast pompstation gebouwd.
Rond het jaar 2000 zijn de motoren van het pompstation defect geraakt. Sindsdien maakt de bevolking geen gebruik meer van het irrigatiestelsel.
Rond 2005 zijn de bewoners van Ccotos actief geworden op het gebied van het toerisme. Zo is het mogelijk om op het bij Ccotos horende eiland Isla Ticonata te logeren.